# (5703) Hevelius
(5703) Hevelius ist ein Asteroid des Hauptgürtels, der am 15. November 1931 vom deutschen Astronomen Karl Wilhelm Reinmuth an der Landessternwarte Heidelberg-Königstuhl auf dem Westgipfel des Königstuhls bei Heidelberg entdeckt wurde.
Der Himmelskörper ist Mitglied der Eunomia-Familie, einer nach (15) Eunomia benannten Gruppe, zu der vermutlich fünf Prozent der Asteroiden des Hauptgürtels gehören.
Der Asteroid wurde 1994 nach dem Danziger Astronomen Johannes Hevelius (1611–1687) benannt, der als Begründer der Kartografie des Mondes, der Selenographie gilt.